# Perrecy-les-Forges
Perrecy-les-Forges är en kommun i departementet Saône-et-Loire i regionen Bourgogne-Franche-Comté i östra Frankrike. Kommunen ligger i kantonen Toulon-sur-Arroux som tillhör arrondissementet Charolles. År 2022 hade Perrecy-les-Forges 1 546 invånare.

## Befolkningsutveckling
Antalet invånare i kommunen Perrecy-les-Forges
| Referens: INSEE |